# Jakub Brašeň
Jakub Brašeň (Besztercebánya, 1989. május 2. –) szlovák labdarúgó, a Zlaté Moravce játékosa.

## Pályafutása
Jakub Brašeň a szlovák FK Dukla Banská Bystrica csapatának akadémiáján nevelkedett, mígnem 2007-ben bekerült a felnőtt csapat keretébe. Első bajnoki mérkőzését 2008 novemberében játszotta az FC DAC 1904 ellen, amely 2014-ben, több mint 100 szlovák bajnoki mérkőzéssel a háta mögött leigazolta Brašeňt. 2016–2017-es szezon végén lejárt a szerződése a szlovák első osztályú Dunaszerdahelynél, azaz szabadon igazolhatóvá vált. 2017. május 31-én magyarországra szerződött, jelenleg az élvonalban szereplő Mezőkövesd játékosa lett, ahol 2019. június 30-ig szóló megállapodást írt alá. A magyar csapatban mindössze három bajnokin és egy Magyar Kupa-mérkőzésen lépett pályára. 2018 januárjában hazájába igazolt és a Senica játékosa lett. 2018 nyarán a Zlaté Moravce csapatában folytatta pályafutását.

## Sikerei, díjai
- FK Dukla Banská Bystrica:
  - Szlovák labdarúgó-bajnokság bronzérmes: 2009–10